# ジェネラル・イメージング・ジャパン
ジェネラル・イメージング・ジャパンは、かつて存在した法人の一つで、GE（ゼネラル・エレクトリック）ブランドのカメラを中心とした光学機器を扱うメーカーであった。日本での法人名称は「ゼネラル」ではなく「ジェネラル」が正式である。

## 概要・略歴
アメリカで2007年に設立された、GEブランドの光学機器を販売する「General Imaging」の日本総販売代理店として2008年に設立。「Value for Money」を掲げ、良質な映像機器を低価格で提供することを目指す。また映像を通した生涯学習の理念（「映育」=映像教育）も標榜していた。末期には「GE」のほか、アグファフォト（エグゼモードよりブランド譲渡を受ける）のブランドも展開していた。
代表者はブリヂストン勤務を経て、オリンパス光学工業の経営陣に迎えられ、同社取締役・オリンパス・イメージング社長などを歴任、ジェネラル・イメージング（米本社）立ち上げにもかかわった小宮弘である。
その後、法人自体は、長野県の「AOFジャパン」に吸収され、2013年10月1日から同社がGEブランドのカメラを販売していたが、米General Imaging社のカメラ事業終了に伴いカメラの販売から撤退。現在はAOI開発センター（AOFジャパンが2014年に社名変更）が当社製デジカメのサポートしている。

## 商品ラインアップ
「Value for Money」という同社の方針から、安価なエントリー向け機種がほとんどである。
- コンパクトデジタルカメラ
- ハイビジョンコンパクトムービービデオカメラ

コンパクトデジタルカメラのみ「GE」と「アグファフォト」の2つのブランドで展開。その他は「GE」ブランドのみである。

### 銘柄

#### コンパクトデジタルカメラ
- X600（ネオ一眼）
- C1440
- E14105
- J1458
- C1233
- X500（ネオ一眼）
- A1456
- E1450
- G5WP
- E1486TW
- E1480W
- J1470S
- C1433
- CREATE
- X5（ネオ一眼）
- A1455
- A1255
- A1050
- C1033
- J1455

#### ハイビジョンコンパクトムービーカメラ
- DVX
- DV1

## 「映育」（A-IQ）への取り組み
ジェネラル・イメージング・ジャパンが企業の社会貢献活動の一環として「映育」（A-IQ　映像教育）の取り組みを進めている。「幼い時から映像に親しみ、感受性を豊かにする」ことで、映像教育を生涯学習の一環として取組みつつ、映像を通した絆を深めることで多くの人々と共有・共感・共鳴する真のコミュニケーションを創造することを念頭にしている。